# Ryan Broekhoff
Ryan Broekhoff (ur. 23 sierpnia 1990 w Melbourne) – australijski koszykarz grający na pozycjach rzucającego obrońcy lub niskiego skrzydłowego, reprezentant kraju, obecnie zawodnik South East Melbourne Phoenix.
W 2013 wystąpił w Adidas Eurocampie.
11 lutego 2020 opuścił klub Dallas Mavericks. 27 czerwca zawarł umowę do końca sezonu z Philadelphia 76ers. 3 grudnia przedłużył umowę z 76ers. 14 grudnia opuścił klub.
15 lutego 2021 został zawodnikiem australijskiego South East Melbourne Phoenix.

## Osiągnięcia
Stan na 16 lutego 2021, na podstawie, o ile nie zaznaczono inaczej.
NCAA
- Uczestnik turnieju NCAA (2013)
- Mistrz sezonu regularnego Ligi Horizon (2012, 2013)
- Zawodnik roku Ligi Horizon (2012)[10]
- MVP turnieju Coaches vs. Classic Valparaiso Subregional (2012)
- Zaliczony do:
  - I składu:
    - Horizon League (2012, 2013)
    - turnieju:
      - Horizon League (2012, 2013)
      - Coaches vs. Classic Valparaiso Subregional (2012)

  - składu honorable mention All-American (2012 przez Associated Press)
- Lider Ligi Horizon w:
  - średniej zbiórek (8,5 – 2012)
  - skuteczności rzutów:
    - za 3 punkty (41,7% – 2013)
    - wolnych (88,1% – 2013)

Drużynowe
- Wicemistrz Eurocup (2018)
- Brąz Euroligi (2016)
- Zdobywca pucharu Rosji (2018)

Indywidualne
- MVP mistrzostw Australii U–20
- Australijski koszykarz roku juniorów (2008)
- Wybrany do:
  - I składu Eurocup (2018)
  - zespołu gwiazd Associated Grammar Schools Victoria (2007)
- Uczestnik meczu gwiazd VTB (2017)[11]

### Reprezentacja
Seniorów
- Mistrz Oceanii (2013, 2015)
- Zdobywca Kontynentalnego Pucharu Mistrzów Stankovicia (2013)
- Uczestnik:
  - mistrzostw świata (2014 – 12. miejsce)
  - igrzysk olimpijskich (2016 – 4. miejsce)

Młodzieżowe
- Wicemistrz uniwersjady (2013)
- Uczestnik:
  - mistrzostwa świata U–19 (2009 – 4. miejsce)
  - uniwersjady (2011 – 5. miejsce, 2013)